# Centennial Monorail
La 'Centennial Monorail (nota anche come General LeRoy Stone's Centennial Monorail) era una ferrovia monorotaia del tipo "a sella" costruita nel 1876 durante la presidenza di Ulysses S. Grant a scopo dimostrativo a Filadelfia, in Pennsylvania, in occasione della esposizione universale Expo 1876 per il centenario della dichiarazione di indipendenza degli Stati Uniti d'America. All'epoca era nota semplicemente come the saddleback railroad ("ferrovia a sella", in inglese).
Il tracciato era lungo 170 iarde (poco più di 150 metri) e collegava il padiglione dell'orticoltura con quello dell'agricoltura al Fairmont Park.
La monorotaia Bradford & Foster Brook Monorail, aperta nel 1878 in Pennsylvania, era lunga 6,4 km e derivava dalla monorotaia General LeRoy. È stata chiusa nel 1879 a causa di un deragliamento dovuto all'esplosione del motore a vapore.

## Tecnica

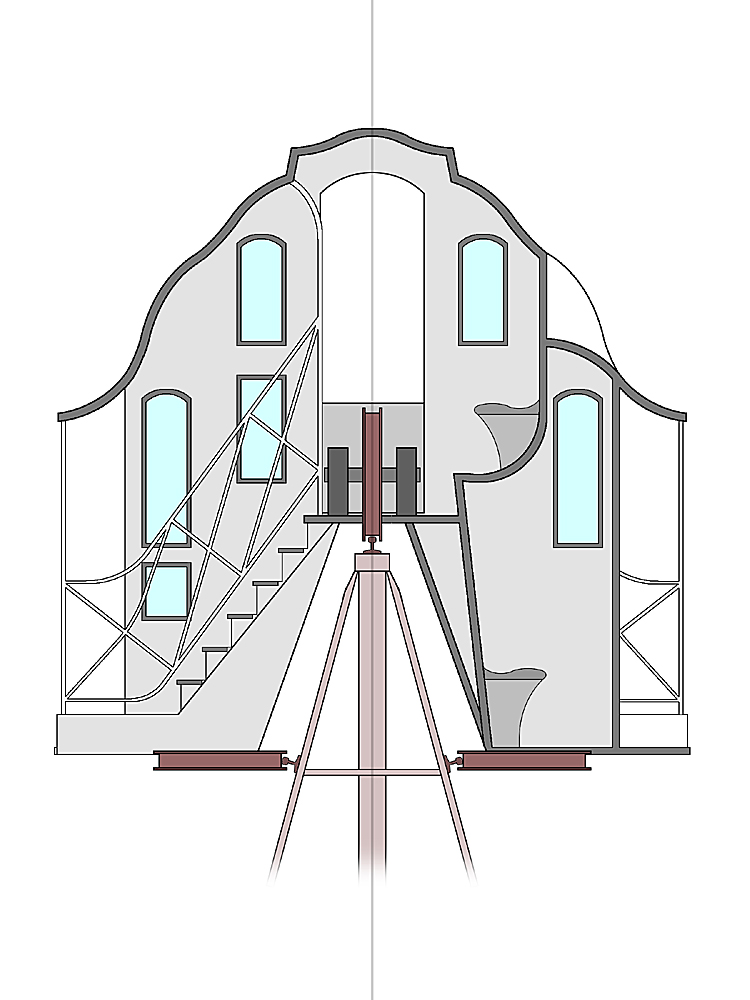
Sezione trasversale schematica della Centennial Monorail, mostra la disposizione delle ruote e la sezione ad "A" della rotaia.

La tecnica era analoga a quella della monorotaia di Lartigue: la ferrovia aveva sezione ad A, con una rotaia centrale portante su cui viaggiavano le ruote verticali a doppio bordino e, più in basso, due rotaie laterali su cui correvano ruote orizzontali con la sola funzione di mantenere il veicolo in posizione. L'altezza della ferrovia, dalle rotaie laterali alla rotaia centrale, era di 4 piedi e 5 pollici.

## Il veicolo

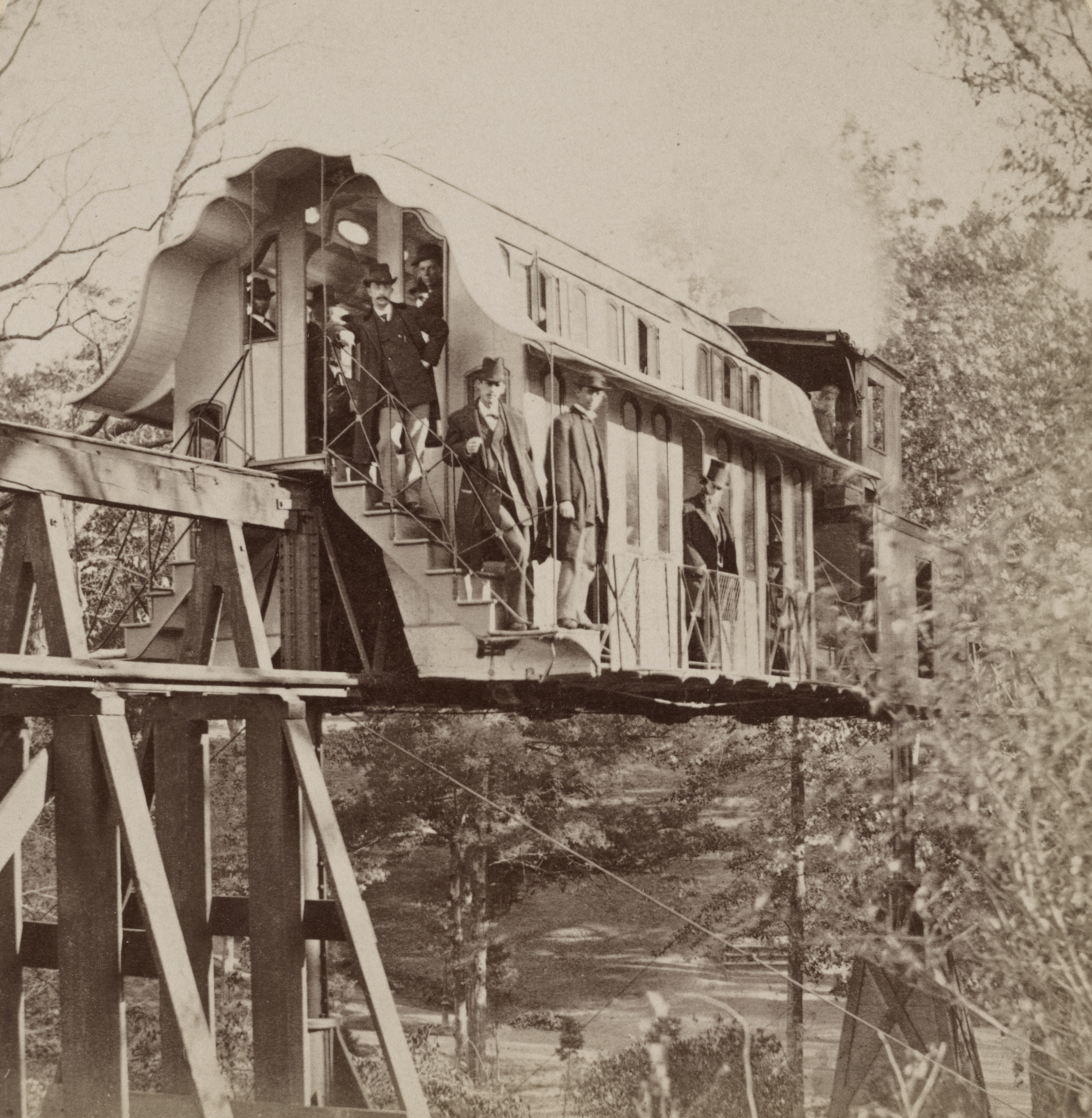
Il treno utilizzato durante l'esposizione internazionale del Cententenario a Filadelfia

La ferrovia aveva un unico veicolo, una automotrice a due piani in stile vittoriano; aveva due ruote portanti verticali da 28 pollici di diametro, una delle quali era azionata da un motore a vapore rotativo tipo "La France".
La caldaia era dello stesso tipo usato per le locomotive, lungo 21 piedi e con un diametro di 34 pollici.
La cabina del macchinista era situata ad una delle due estremità, e sotto di essa, lateralmente alla rotaia, si trovavano un serbatoio per l'acqua ed uno per il carbone su entrambi i lati, in modo da bilanciare il peso.